# Den kollektive sikkerhedspagt
Den kollektive sikkerhedspagt (russisk: Организация Договора о коллективной безопасности, tr. Organizatsija Dogovora o kollektivnoj bezopasnosti ODKB; engelsk: Collective Security Treaty Organization (CSTO)) er en militæralliance mellem Rusland og landene i Østeuropa, Kaukasus og Centralasien. Sikkerhedspagten blev stiftet med en traktat i 1992, og organisationen blev etableret i 2002. Rusland, Hviderusland, Armenien, Kasakhstan, Kirgisistan, Tadsjikistan og Usbekistan er medlemmer af alliancen. Landene har forpligtet sig til at søge en fredelig løsning på konflikter og ser et angreb på en af medlemsstaterne som et angreb på alle medlemslande.

## Baggrund og udvikling
Alliancen blev etableret efter opløsningen af Sovjetunionen. Den blev til ved underskrivelse af "Traktaten om den kollektive sikkerhed" den 15. maj 1992 i Tashkent af Rusland, Armenien, Kasakhstan, Kirgisistan og Usbekistan. Traktaten skulle oprindeligt gælde i fem år, med mulighed for forlængelse. Tadsjikistan tilsluttede sig senere, og i 1993 kom også Aserbajdsjan, Hviderusland og Georgien med.
Flere af landene så med mistro på Ruslands rolle i nabolande, og Aserbajdsjan, Georgien og Usbekistan forlod organisationen, når traktaten ville blive forlænget i 1999. 
I 2002 blev det aftalt at oprette en permanent international organisation, CSTO, som Rusland, Hviderusland, Armenien, Kasakhstan, Kirgisistan, Tadsjikistan tilsluttede sig. Organisationen blev oprettet i september 2003. I 2006 sluttede Usbekistan sig atter til CSTO.
Organisationen har status af permanent observatør ved FN's generalforsamling.

## Organisationen
Organisationen ledes af en kollektivt sikkerhedsråd bestående af medlemsstaternes statsoverhoveder, med en permanent råd af ambassadører. Desuden afholder organisationen udenrigsministermøder og forsvarsministermøder og har et sekretærråd. CSTO har en generalsekretær og et sekretariat med hovedkvarter i Moskva. 
Militært er CSTO organiseret i tre styrke-kategorier: En vestlig gruppe dannet af Rusland og Hviderusland, en gruppe i Kaukasus med Rusland og Armenien og en gruppe af Centralasien med Rusland, Kasakhstan, Kirgisistan, Tadsjikistan og Usbekistan 